# Tron
Pour les articles homonymes, voir Tron.
Série Tron
Tron : L'Héritage
(2010)
Pour plus de détails, voir Fiche technique et Distribution.
Tron est un film de science-fiction américain réalisé par Steven Lisberger et sorti en 1982.
Avec notamment les acteurs Jeff Bridges, Bruce Boxleitner, David Warner et Cindy Morgan dans les rôles principaux, le film a pour sujet le monde informatique et des jeux vidéo du début des années 1980, et présente à la fois une plongée dans un monde virtuel et le concept de l'intelligence artificielle, alors qu'à l'époque, la souris à boule faisait à peine ses débuts. Le film présente également la particularité d'avoir été le premier long métrage dont la conception fut assistée par ordinateur pour la plus grande partie de ses scènes.
Malgré un succès initial mitigé, Tron est devenu un film culte pour les amateurs de science-fiction. Il est le point de départ d'une franchise. En 2010, il fait ainsi l'objet d'une suite, intitulée Tron : L'Héritage, réalisée par Joseph Kosinski. Un troisième film, Tron: Ares, est prévu en 2025.

## Synopsis
Kevin Flynn, un talentueux programmeur américain de jeux vidéo, travaille pour l'éditeur ENCOM. Mais la paternité des jeux qu'il développe est usurpée par un de ses collègues, Ed Dillinger qui, devenu président d'ENCOM, parvient à le faire licencier.
Devenu le gérant d'une salle d'arcade où tournent ses propres jeux, mais au bénéfice d'ENCOM, Flynn tente, chaque soir depuis chez lui, de pénétrer le système informatique de son ancienne société. À l'aide de son programme informatique « CLU » (pour « Codified Likeness Utility »), il recherche des preuves de la spoliation dont il a été victime. Mais le système informatique d'ENCOM, bien protégé, est sous le contrôle du MCP (« Master Control Program », le « Maître Contrôle Principal » en VF), un ancien programme d'échecs créé par Dillinger qui a atteint le stade d'une intelligence artificielle par une évolution autonome incontrôlée.
CLU ayant été neutralisé par le MCP, Flynn n'a d'autre choix que de s'introduire physiquement chez ENCOM pour accéder de l'intérieur au système informatique de l'entreprise. Pour cela, il compte sur la complicité de ses anciens collègues, Lora et Alan, qui travaillent toujours dans son ancienne entreprise.
Parvenu à entrer chez ENCOM, Flynn accède à un terminal informatique situé dans les laboratoires de la compagnie où est mené un projet de recherche sur la dématérialisation (téléportation) des objets. Alors qu'il est détecté par le MCP, celui-ci prend le contrôle d'un laser expérimental et l'active sur Flynn, le dématérialisant pour l'injecter au cœur du système informatique.
Au sein du réseau informatique d'ENCOM régi par le MCP, les programmes ont la même apparence que leurs concepteurs. Flynn y retrouve donc ceux qui reprennent les traits de Lora (programme « YORI ») et Alan (programme « TRON »), mais aussi Dillinger (programme « SARK »). Cependant, Flynn est capturé par les entités à la solde du MCP, celles-ci essayant de l'éliminer en le lançant sur la « grille des jeux » d'ENCOM : des combats de disques et des courses de motocycles lumineux.
Flynn, en tant que concepteur de ces jeux, réussit à s'échapper et entreprend de libérer le système de la mainmise du duo SARK / MCP. Il y parvient finalement, récupérant au passage la preuve de ses droits de propriété, ce qui provoque la chute de Dillinger à la tête d'ENCOM, Flynn récupérant son poste de président.

## Fiche technique
Sauf indication contraire, les informations mentionnées dans cette section peuvent être confirmées par les bases de données cinématographiques IMDb et Allociné,  présentes dans la section « Liens externes ».
- Titre : Tron
- Réalisation : Steven Lisberger
- Scénario : Steven Lisberger, d'après une histoire de Steven Lisberger et Bonnie MacBird
- Musique : Wendy Carlos
- Direction musicale :
  - Richard Bowden avec l'Orchestre philharmonique de Los Angeles
  - Douglas Gamley avec l'Orchestre philharmonique de Londres
- Direction artistique : John Mansbridge et Al Roelofs, sous la direction de Dean Edward Mitzner
- Décors : Dean Edward Mitzner et Roger M. Shook
- Costumes : Elois Jenssen et Rosanna Norton
- Photographie : Bruce Logan
- Son : Steven Brimmer, Michael Fremer, Bob Minkler, Lee Minkler, Michael Minkler
- Montage : Jeff Gourson
- Effets spéciaux : R.J. Spetter
  - Effets spéciaux photographiques : Robert Broughton
- Effets visuels : Steven Lisberger
- Conception de l'univers électronique : Syd Mead, Jean "Moebius" Giraud, Peter Lloyd et Richard Taylor
- Production : Donald Kushner
  - Production déléguée : Ron Miller
  - Production associée : Harrison Ellenshaw
- Sociétés de production : Walt Disney Productions et Lisberger/Kushner
- Sociétés de distribution : Buena Vista Distribution Company (États-Unis) ; Walt Disney Productions (France)
- Budget : 17 millions de $[1]
- Pays de production :  États-Unis
- Langue originale : anglais
- Format : couleur (Technicolor)[2]
  - Version 35 mm — 2,39:1 (CinemaScope) — son Dolby stéréo
  - Version 70 mm — 2,20:1 (Panavision 70) — son Stéréo 6 pistes
- Genre : science-fiction, action, aventure
- Durée : 96 minutes
- Dates de sortie[3] :
  - États-Unis, Québec : 9 juillet 1982[4]
  - France : 8 décembre 1982[5] (Paris), 15 décembre 1982 (sortie nationale)
- Classification :
  - États-Unis : des scènes peuvent heurter les enfants - accord parental souhaitable (PG - Parental Guidance Suggested)
  - France : tous publics (conseillé à partir de 8 ans)[5],[6]
  - Québec : tous publics (G - General Rating)[4]

La fiche technique complète comporte plus de 350 personnes et ne peut pas être retranscrite ici in extenso.

Sauf mention contraire, les informations proviennent des sources concordantes suivantes : Mark Arnold, IMDb et Allociné.

## Distribution
- Jeff Bridges (V. F. : Alain Dorval) : Kevin Flynn / CLU
- Bruce Boxleitner (V. F. : Patrick Poivey) : Alan Bradley / TRON
- David Warner (V. F. : Jacques Thébault) : Ed Dillinger / SARK / la voix du Maître Contrôle Principal (MCP)
- Cindy Morgan (V. F. : Béatrice Agenin) : Lora / YORI
- Barnard Hughes (V. F. : Henri Labussière) : Dr Walter Gibbs / Dumont
- Dan Shor (V. F. : Bernard Alane) : Roy Kleinberg / Ram, collègue de popcorn
- Peter Jurasik (V. F. : Roger Lumont) : Crom
- Tony Stephano : Peter / le lieutenant de SARK
- Craig Chudy : le premier guerrier
- Vince Deadrick Jr. : le deuxième guerrier
- Sam Schatz : le guerrier expert du disque
- Jackson Bostwick (V. F. : Sady Rebbot) : le garde principal
- David S. Cass Sr. : le garde de l'usine
- Gerald Berns : le premier garde
- Bob Neill : le deuxième garde
- Ted White : le troisième garde
- Mark Stewart : le quatrième garde
- Michael Sax : le cinquième garde
- Tony Brubaker : le sixième garde
- Charles Picerni : le commandant du tank
- Pierre Vuilleumier : le premier artilleur du tank
- Erik Cord : le second artilleur du tank
- Loyd Catlett : le premier conscrit
- Michael J. Dudikoff II : le deuxième conscrit
- Richard Bruce Friedman : joueur de jeu vidéo
- Rick Feck : joueur de jeu vidéo
- John Kenworthy : joueur de jeu vidéo
- Lisette Kremer : joueuse de jeu vidéo
- Jerry Maren

Sauf mention contraire, les informations proviennent des sources concordantes suivantes : Mark Arnold et IMDb.

## Production

### Naissance de l'informatique et animation
Dans les années 1970, plusieurs sociétés commencent à utiliser l'outil informatique pour produire des animations. On peut citer Mathematical Applications Group Inc (MAGI) fondée en 1966 par Phillip Mittelman ou Robert Abel & Associates (RA&A), fondée en 1971 par Robert « Bob » Abel (1937-2001),, pionnière dans l'usage de l'informatique pour les publicités à la télévision. Mittelman est l'un des enseignants du Massachusetts Institute of Technology. La société MAGI installée dans le campus de Long Island de l'Institut de technologie de New York et utilise un logiciel nommé Synthavision créer pour représenter l'exposition aux radiations nucléaires.
Le cinéaste Richard Taylor rejoint RA&A en 1973 et travaille sur la production de Star Trek, le film (1979). Taylor rejoint en 1980 la société Information International Inc (Triple-I) qui s'est spécialisée dans les effets spéciaux pour le cinéma et la télévision générée par ordinateur. Du côté des jeux vidéos, l'époque est aux bornes d'arcade avec des titres comme Space Invaders sorti en 1978.
Edwin Catmull conçoit en 1972 pour son mémoire à l'université de l'Utah un court métrage d'une version numérique de sa main grâce à des polygones, qui sera utilisé dans le film Les Rescapés du futur (1976). Catmull et Alvy Ray Smith travaillent en équipe à l'Institut de technologie de New York bien que Smith ait été contacté par le Palo Alto Research Center (PARC). Le PARC utilise alors le programme SuperPaint (en).
En 1980, la souris informatique n'était pas encore répandue, l'invention de la souris à boule datant de 1979,. Le premier ordinateur grand public équipé d'une souris est l'Apple Lisa commercialisé en 1983. À cette époque, les graphistes de l'informatique travaillaient de longues heures uniquement avec un clavier en mode texte.

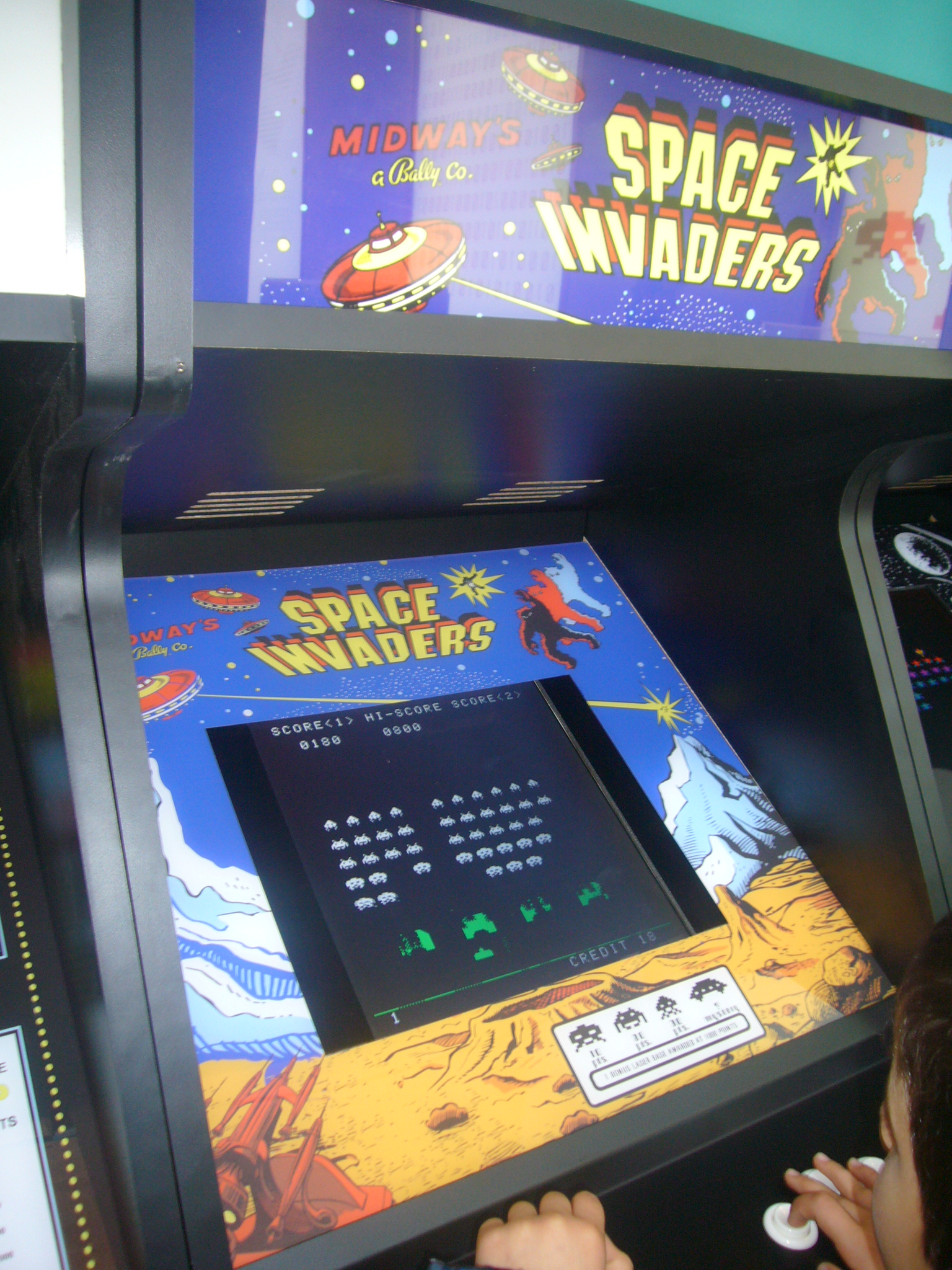
Borne d'arcade de Space Invaders.
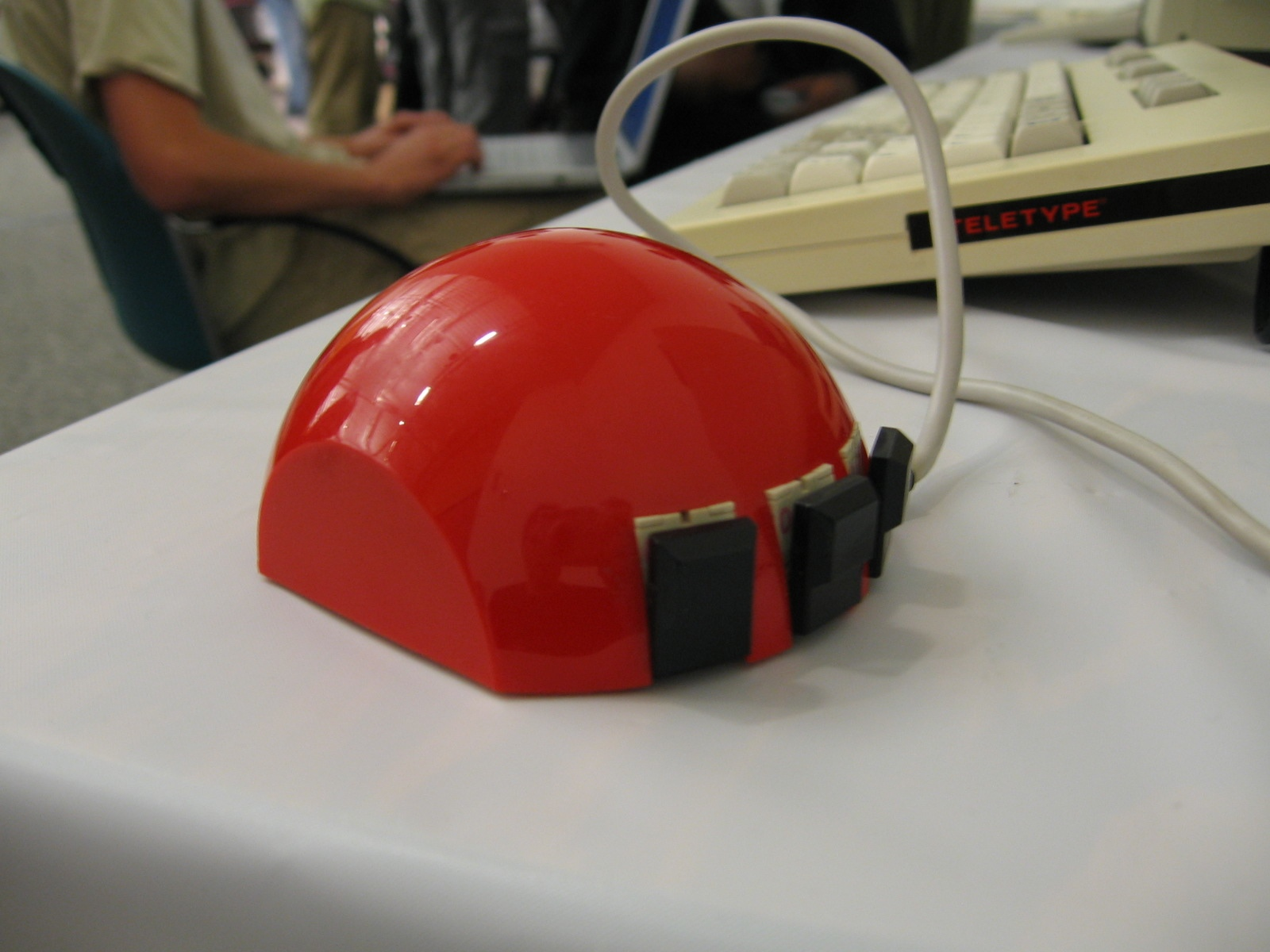
Souris Depraz (future Logitech) de 1982.
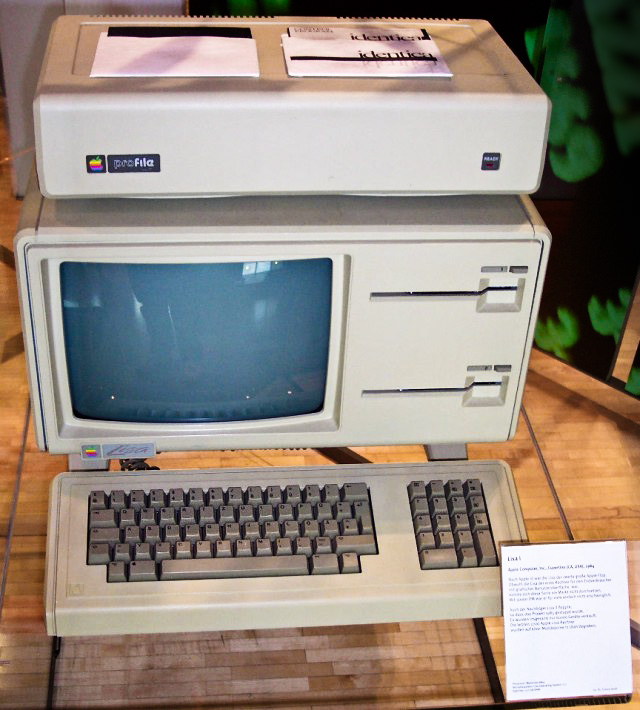
Un Apple Lisa avec un disque dur en haut.

### Le projet de Steven Lisberger

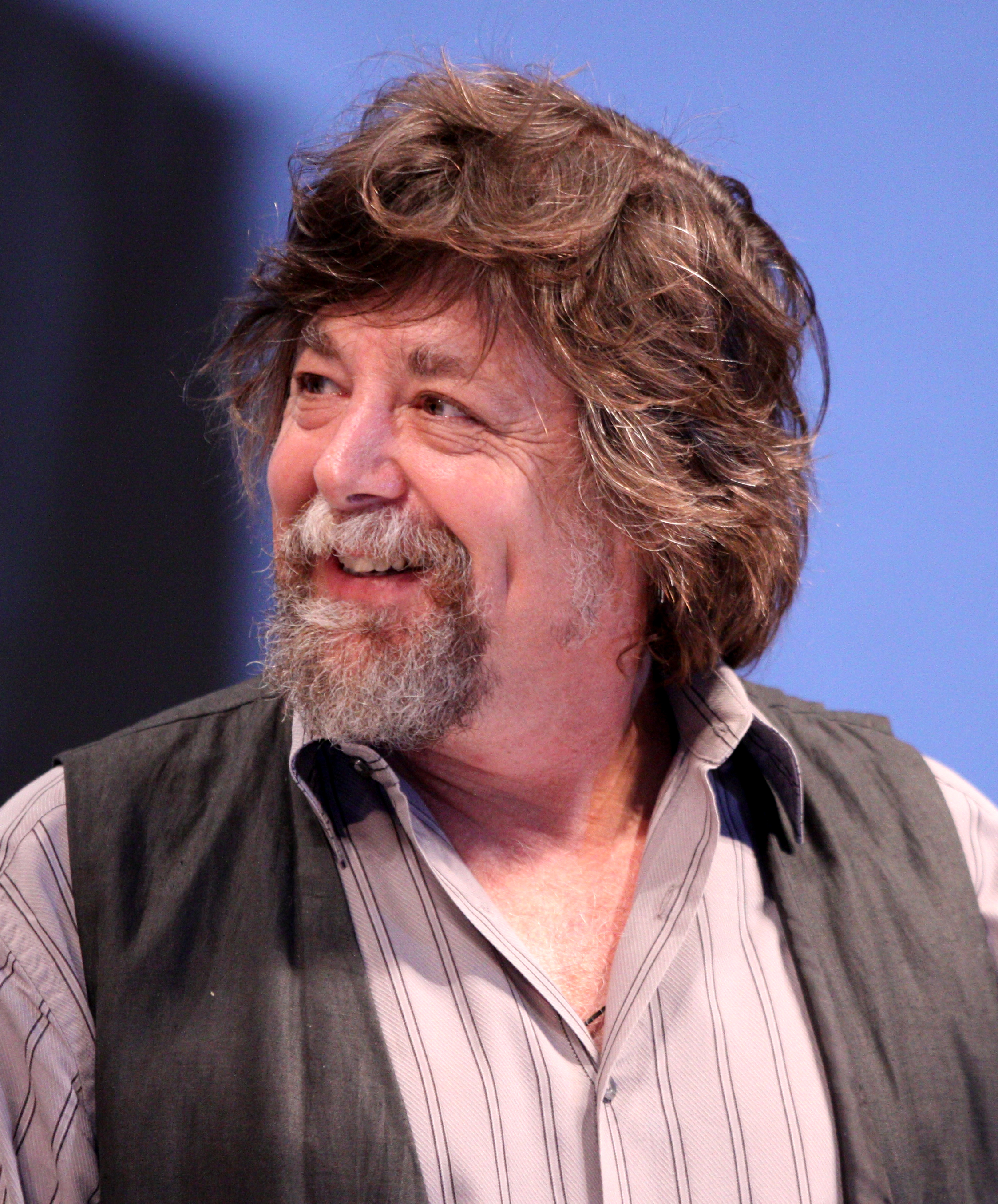
Steven Lisberger en 2010 au Comic Con de San Diego.

Le film provient d'un concept du réalisateur Steven Lisberger, passionné d'informatique. Lisberger avait fondé son propre studio, les Steven Lisberger Studios, en 1973 à Boston. Il développe un intérêt pour l'animation et les images générées par ordinateur. L'artiste Roger Allers indique dans le documentaire The Making of Tron présent dans le DVD collector que les premières productions du studio de Lisberger comptent des publicités télévisuelles et l'émission Sesame Street. Lisberger est alors connu pour des publicités pour la marque de chewing-gum Bubblicious (en) lancée en 1977. Il réalise aussi une publicité avec un guerrier lumineux en forme de néon dessiné par John Norton sur un fond noir. La principale production du studio reste AnimalOlympic (1980) vendue à NBC pour laquelle le studio a dû déménager à Venice en Californie afin d'engager un plus grand nombre d'animateurs,. Ce film réalisé pour les Jeux olympiques d'été de 1980 à Moscou n'a pas eu le succès escompté en raison du boycott américain à la suite de l'invasion de l'Afghanistan par l'Union soviétique en 1979. Le second projet de Lisberger a été déposé en 1978 auprès de l'office américain des droits d'auteurs et s'intitule Futurebowl, dépôt est au nom du studio. Les deux projets de Lisberger capitalisent sur les événements de l'époque, les jeux olympiques et le marché émergeant des jeux vidéos.
Le projet parallèle de film indépendant Tron devient alors un sujet d'inquiétude pour Lisberger et il cherche alors l'aide d'un studio important, au mieux l'une des majors. Mais seul Disney est un  studio important, les autres sont tournés vers la télévision comme Hanna-Barbera et Ruby-Spears. Dans cette optique de se rapprocher des grands studios, Lisberger déménage à Venice Beach avec plusieurs collaborateurs au 1510 Andalusia Avenue .
Avec le producteur Donald Kushner, Lisberger passe deux ans à rechercher les technologies pour réaliser le film. Lisberger déclare s'être inspiré de Star Wars (1977) et des Dents de la mer (1975) et vouloir faire un film généré par ordinateur. En 1980, les storyboards du film Tron sont déjà créés quand Lisberger entre en contact avec Disney comme le rappelle l'artiste Andy Gaskill. Richard Taylor présente les productions de Triple-I à la direction de Disney qui accepte de lancer le projet Tron. Mais pour le réalisateur d'infographie Bill Kroyer, un des problèmes rencontrés est lié au fait que les créateurs de programmes informatiques n'avaient pas une vision cinématographique de leur production, n'étant pas des cinéastes. Kroyer a rencontré Lisberger lors d'une présentation de ses projets à Disney et intéressé car plus innovant pour lui que la production Disney du moment, Taram et le Chaudron magique (1985), Kroyer est devenu le réalisateur de l'animation du film AnimalOlympic. Lisberger débauche aussi Bonnie MacBird alors directrice des scénarios chez Universal Pictures.
Steven Lisberger continue à embaucher de jeunes talents comme Roger Allers, Brad Bird ou Arne Wong, qui préféra mettre un terme à sa carrière de surfeur à la suite d'une violente vague. Dans le cadre de la production d'AnimalOlympic, Lisberger rencontre plusieurs grands artistes dont Gilda Radner, Billy Crystal, Harry Shearer et Michael Fremer (en). Lors d'un trajet entre le studio d'enregistrement à Manhattan l'aéroport JFK, Lisberger voit une publicité pour le jeu Pong et demande à Radner ce qu'elle pensait d'en faire une réalité, évoquant son projet  Futurebowl.

### Futurebowl: le concept original
Le projet Futurebowl est décrit par Steven Lisberger comme un jeu de football avec des guerriers dans le jeu vidéo. Selon Bonnie MacBird, ce concept de personnage macho aurait été imaginé pour la publicité d'une station de radio de Boston. Bien qu'il avoue ne pas avoir de grandes compétences sur l'aspect technique de l'informatique, Lisberger imagine un Programme Maître qui dirige tel un empereur les autres éléments, les envoyant mourir dans l'arène. Il souhaitait avoir un méchant comme HAL. Pour l'arène, il voyait une version futuriste de Kirk Douglas dans Spartacus (1960) s'échappant vers une autre partie de l'ordinateur, voire vers un autre monde. Ce voyage entre les mondes s'inspire de Yellow Submarine (1968) et devait être presque uniquement en animation, seul l'acteur Flynn aurait été incrusté dans l'animation. Ce principe rappelle les premières productions de Walt Disney avec les Alice Comedies (1923-1927).

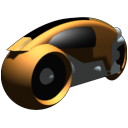
La Moto Light Cycle, un véhicule présent dans le film lors de la séquence des jeux.

Une fois la production d'AnimalOlympic achevée, Lisberger a cherché des talents pour mettre en forme son idée. Il embauche Chris Lane comme chef décorateur et développe les concepts avec les circuits imprimés. Lane imagine aussi le  monde peuplé de personnages et même des animaux comme des taureaux et des chevaux. John Norton s'occupe de la partie électronique, Kroyer des concept art et des storyboards tandis que Allers développe le personnage du MCP. Le nom du projet change de Futurebowl à pour Tron, un mot à la consonnance et contenu dans électronique. Darrell Rooney, collaborateur venu de Boston, réalise aussi des storyboards mais sert de premier figurant pour le personnage de Tron, filmé sur fond noir dans un coin des studios de Venice. Rooney continue en faisant des tests d'autres personnages du monde virtuel comme des cowboys, des gladiateurs avec des Disques de la Mort, utilisant sa tenue quotidienne sauf pour le chapeau de cowboys. Le monde virtuel est conçu sur des feuilles de papier noir et des esquisses avec des crayons Prismacolors (en). L'équipe imagine aussi à cette époque les motos lumineuses. La plupart des esquisses ont été déposées auprès de l'office des droits d'auteurs dès 1979. Le studio Lisberger compte alors 65 employés. Pour Rooney, Lisberger n'avait parlé du projet Futurebowl/Tron lorsqu'ils étaient à Boston, ce qui permet de dater l'idée après le déménagement en septembre 1978.

### Pré-Production

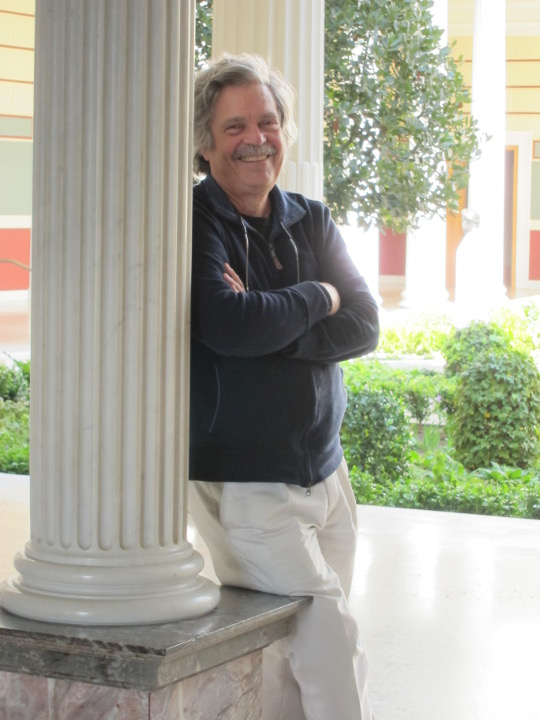
Alan Kay en 2011

Malgré son intérêt pour l'informatique Lisberger n'était pas assez avisé sur le sujet pour développer son idée Tron et décide de faire des recherches avec son équipe. Après quelques coups de fils, il obtient l'autorisation de visiter plusieurs lieux de la Californie du Nord dont Apple à Cupertino et le Palo Alto Research Center (PARC) de Xerox. Chez Apple, Lisberger et ses artistes ont pu visiter "à l'étage" pour voir les cartes mères et les circuits imprimés en cours de développement. Au PARC, Alvy Ray Smith et Alan Kay acceptent d'être consultant sur le film, le premier pour un an. Pour Kallay, le PARC était un terrain de jeu pour l'équipe de Tron qui pouvait y voir l'avenir optimiste de l'informatique avec des stations de travail personnelles comme le Xerox Alto ou les prémices de l'Ethernet, Lisberger était pris par la vision lumineuse de Kay. Lisberger explique qu'il utilise l'art comme un moyen d'expression spirituelle, alors dans la soixantaine, il voyait dans l'informatique une forme de révolution, se sentant comme Spartacus. Il ajoute qu'en tant qu'adepte de la Psychologie analytique de Jung, l'informatique permettrait de voir la meilleure personne en vous, en tant qu'utilisateur. Les programmes sont devenus des versions alternatives des utilisateurs au sein des machines, reprenant nos répliques, nos émotions, nos désirs et les recréent dans leur monde alternatif. Bonnie MacBird a été séduite par la vision du futur d'Alan Kay et ils se sont mariés, en 1983. Grâce aux relations de MacBird dans le milieu cinématographique et du stand-up, l'acteur Larry Anderson a été embauché pour tourner des séquences de tests sur fond bleu. Kroyer se souvient qu'« Alan Kay est venu un vendredi après-midi au studio Lisberger à Venice, s'installant avec l'équipe et a commencé à donner ses idées, c'était incroyable. » De son côté, Lisberger prend contact avec des musiciens pour de la musique électronique.
En raison du boycott des Jeux olympiques d'été de 1980 à Moscou, la production d'AnimalOlympic est stoppée et en raison de la très faible diffusion des épisodes produits, vu que NBC n'avait aucune compétition avec l'équipe américaine à retransmettre, fait écrire à Kallay que « le film a été produit mais n'a jamais vu la lumière du jour. » Le studio Lisberger avec un tel fiasco a failli fermé dura nt l'été 1980 et a cherché à s'adosser à un studio plus important pour survivre et produire Tron.

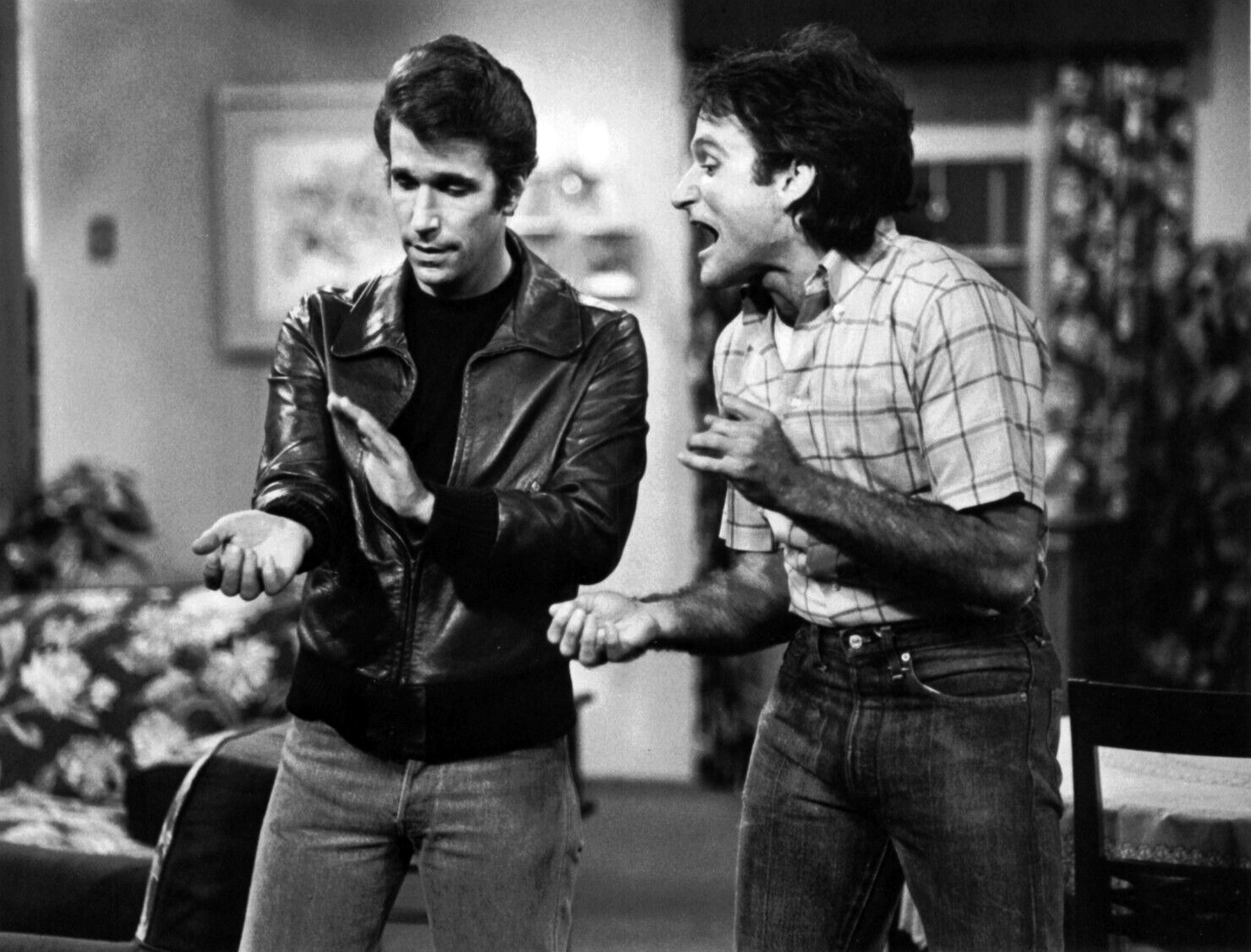
Henry Winkler et Robin Williams jouant Fonzie et Mork en 1978

William Kallay explique que la collaboration entre Bonnie MacBird et Steven Lisberger a bien fonctionné au début, MacBird apportant ses relations dans différents milieux artistiques d'Hollywood ou avec le studio Universal Pictures tandis que Lisberger était avant tout un découvreur de talent. MacBird devait être l'un des producteurs aux côtés de Donald Kushner mais des divergences au niveau scénaristique ont entamé leur amitié et leur collaboration. Elle reste créditée sur le film. La Writers Guild of America a statué que MacBrird a écrit environ huit scripts auxquels Lisberger a contribué significativement. Grâce à des entretiens avec les membres de la productions, Kallay a pu établir les éléments suivants au sujet des crédits du scénario. Lisberger a développé son concept de Futurebowl durant deux années avant que Chris Lane ajoute un brouillon. Kushner rejoint Lisberger et MacBrird pour développer le scénario tandis que Michael Fremer « s'est installé à la machine à écrire pour réécrire un scénario qu'il trouve mauvais, dans le style d'une carte de vœux sans émotion. » Le film selon le concept original avait alors un aspect abstrait à l'image du Fantasia (1940) de Walt Disney et un budget de 10 millions d'USD financé par Lisberger. Lisberger considère que MacBird a été embauchée pour son expérience comme directrice de productions car son studio n'avait pas ces compétences. Il explique que Bonnie a essayé d'impressionner l'équipe créative et lui avec son approche qu'il n'avait pas sollicité. Cela a généré des conflits dans un studio qui n'en connaissait pas. L'un des concept de Bonnie mettait en scène un jeune livreur de pizza nommé Flynn qui perturbe des ordinateurs dans un laboratoire sur l'intelligence artificielle et se retrouve dans le monde virtuel. MacBird avait donné un ton plus comique, plus proche des productions des années 2000, et souhaitait donné le rôle principal à Robin Williams après son succès dans Mork and Mindy. Lisberger préfère un acteur inconnu.
Un brouillon de script daté du 14 mars 1980, écrit par Bonnie MacBird décrit un duel de motos lumineuses en scène d'ouverture et des soldats du monde électronique propulsés dans une zone de simulation par des tubes. Le personnage de Tron est un héro essentiel au film, plus que dans le film final. Le personnage de Sark est présent mais sans personnalité tandis qu'un personnage nommé Bit cherche à devenir un programme. Lora est présente mais Flynn est surtout un odieux jeune trentenaire. Tron parvient à franchir un canyon du monde virtuel en moto. Dans ce scénario, le MCP et Dumont ont des rôles important tandis que le comique est basé sur les interactions de Frick et Frack, des conseillers du MCP. On retrouve une version très intelligente d'Alan, à l'image du hacker Flynn dans le film final. Un brouillon de script daté de septembre 1980, écrit par Lisberger, le ton est moins comique et plus complexe mais reprend la scène d'ouverture avec les motos lumineuses. Flynn et Lora sont amants sans triangle amoureux avec Flynn plus mature, fougueux et sympathique. Le personnage de Bit est toujours présent mais plus développé dans sa recherche de programmes et Tron réalise le même exploit avec le canyon.
MacBird considère qu'elle est à l'origine du squelette de l'histoire, des personnages de Flynn, de Bit, du MCP, d'Alan, basé sur Alan Kay (son époux), Laura et des caractéristiques de Tron mais pas du concept  visuel. La Writers Guild of America saisit sur le problème de propriété des droits d'auteurs, a conclu différemment de la vision de MacBird, mais que Kallay ne retranscrit pas cette conclusion. Lisberger explique de son côté que le personnage du MCP provient de son concept de Futurebowl dans lequel il voulait sa version de HAL du film 2001, l'Odyssée de l'espace.

### Début du travail avec Disney
Quand la société Walt Disney Productions acquiert les droits de Tron à l'auteur et réalisateur Steven Lisberger, le studio luttait désespérément pour se réinventer. Une stabilité financière permet au studio de persister au début des années 1970, malgré la mort de Walt Disney en 1966, mais la seconde moitié de la décennie voit le studio enchaîné les déceptions en salles au point que l'action en bourse devient la risée du secteur cinématographique. La direction demande à changer la formule traditionnelle du film familial et à de jeunes directeurs de prendre des risques dont Tron. C'est le président Dick Cook qui accueille Lisberger.
Au début de l'année 1980, plusieurs personnes décident de quitter la production de Rox et Rouky (1981). Jerry Rees se considérait comme limité par les réalisateurs et demande à rejoindre un groupe de travail établi au troisième étage de l'Animation Building, travaillant sur les storyboards de Tron. Rees demande l'autorisation à Tom Wilhite, directeur de la publicité, et il rejoint Bill Kroyer déjà dans l'équipe. Wilhite demande lui aussi à être transféré sur la production de Tron (1982) se sentant non productif sur Rox et Rouky. Lisberger tourne des épreuves de tournage (rushs) au sein des Steven Lisberger Studios avec un personnage nommé Tron. L'acte officiel de transfert des droits d'auteurs pour l'adaptation cinématographique basé sur le concept Futurebowl aux studios Disney est daté du 24 août 1981.

### Production
Le nom du film (et du personnage interprété par Bruce Boxleitner) « TRON » vient de elecTRONique. Bien avant la création du film, ses créateurs avaient inventé un personnage rétro-éclairé dont l'apparence renvoyait à un univers électronique. Cette première esquisse a d'abord été utilisée pour promouvoir des chaînes de radio aux États-Unis avant de donner naissance à un projet de film basé sur ce concept. Sur les anciens systèmes informatiques, la fonction trace on, appelée par la chaîne de commande TRON permettait de suivre les processus de fonctionnement d'un programme en activant un fichier de suivi. Certaines rumeurs veulent que le personnage principal porte ce nom à cause de la fonction qu'il opère initialement dans le système informatique où il évolue[réf. nécessaire].
MCP est le sigle de « Maître Contrôle Principal » en français et de « Master Control Program » en version originale. « Master Control Program » est aussi le nom d'un système d'exploitation réel, le Burroughs MCP qui fonctionnait sur Burroughs large systems (en), un des plus grands mainframes de la compagnie Burroughs Corporation. Jeff Bridges fait partie des noms qui circulent pour incarner John Rambo dans le film Rambo.
Parmi les responsables de l'équipe des effets spéciaux du film, on compte les designers et artistes Syd Mead, Jean Giraud (Moebius) et l'illustrateur Peter Lloyd (en),, ceux-ci étant supervisés par Harrison Ellenshaw et Richard Taylor,.
Le film a été tourné en Californie aux  Walt Disney Studios de Burbank et au Laboratoire national Lawrence Livermore d'avril à juillet 1981.
La majeure partie du film se passe en un temps réel extrêmement court. En effet, tous les évènements dont l'action se situe dans le monde virtuel sont à l'échelle de l'informatique, c'est-à-dire que les temps sont mesurés en nanosecondes. On peut donc supposer que toute l'aventure de Flynn dans le monde virtuel ne dure que quelques secondes dans le monde réel.
Les concepteurs de Tron ont poussé les informaticiens  au-delà de leurs limites et plus vite que ceux n'ayant pas participé au film. Comme l'explique Richard Taylor, la production a conçu des objets par ordinateur alors qu'il n'y avait pas d'objets tridimensionnels en jeu.

### Effets spéciaux

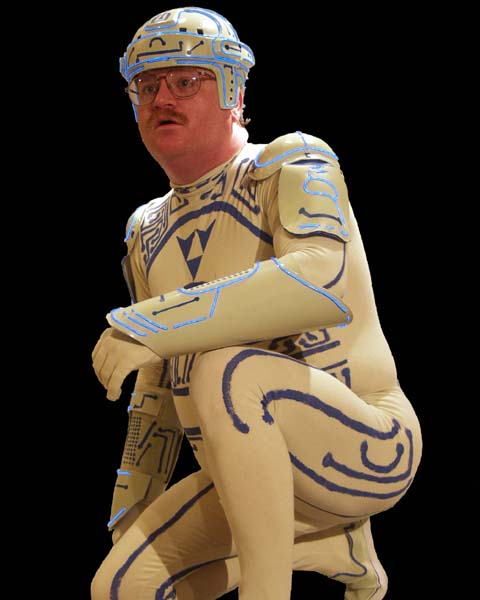
Jay Maynard dans un costume similaire aux tenues utilisées pendant le tournage

Tron est le premier film à présenter des séquences retravaillées ou conçues par ordinateur, et de l'imagerie informatique de manière intensive, non seulement comme un élément d'effets spéciaux — comme dans Mondwest (1973) ou Star Wars (1977) —, mais aussi pour concevoir un monde virtuel.
Phillip Mittelman, fondateur du MAGI, indique que le studio a utilisé des photographies tridimensionnelles et le système d'animation par ordinateur Synthavision pour produire le film. Il évoque aussi les effets liés aux textures et au contraste. Ces explications sont disponibles dans un documentaire intitulé Beyond Tron (« Au-delà de Tron »). Le DVD collector comporte aussi les vidéos de Triple-I qui ont encouragé le studio Disney a lancé le projet Tron, aussi disponibles sur le site de Richard Taylor. Pour Mark Arnold, Triple-I se rapproche du travail de Kraftwerk.
Quatre sociétés d'informatique fourniront les images de synthèse du film :
- deux basées à Los Angeles : Triple-I et RA&A
- deux basées à New York : Digital Effects (en) (fondée par Jeff Kleiser) et MAGI, cette dernière ayant fourni la plus grande partie du travail grâce à l'installation d'une ligne téléphonique transcontinentale avec les studios de Disney à Burbank en Californie[2]. Toutefois, la durée de calcul informatique nécessaire pour créer une scène permettait de couper le lien deux jours et demi à cinq jours entre chaque transmission[2].

Les scènes du monde virtuel du film sont tournées (puis retravaillées) à Burbank tandis que les scènes du monde réel sont tournées à Los Angeles et au Laboratoire national Lawrence Livermore d'Oakland en Californie. Le superviseur des effets spéciaux techniques John Scheele explique que le studio a utilisé la méthode traditionnelle des cellulos de l'animation avec des couches différentes pour chaque couleur.

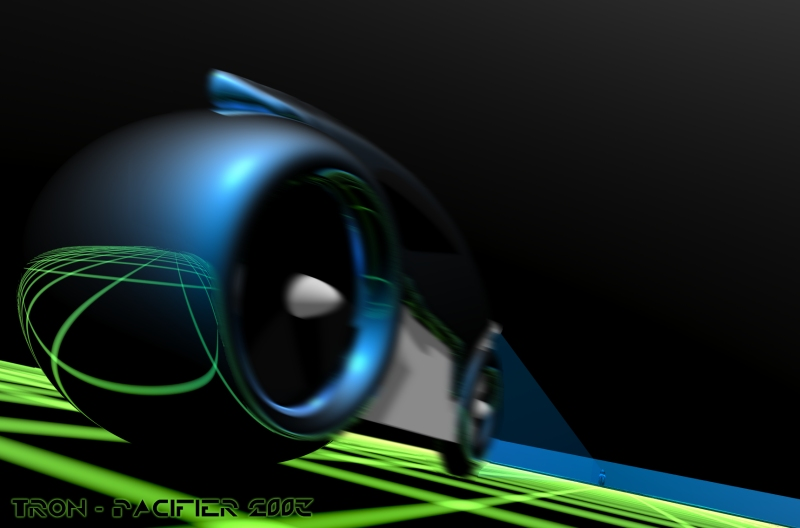
Recréation d'une moto de Tron avec le logiciel Bryce 3D en 2002

Les séquences informatiques du film ont été notamment conçues grâce à l'utilisation d'un supercalculateur. Il est notable qu'au vu des moyens techniques de l'époque, même un des ordinateurs les plus puissants de l'époque comme les Cray étaient incapables de générer une image complète en une seule fois. En 1982, un ordinateur Cray avait une capacité de 8 Mégaoctets (Mo) de mémoire vive, pour un coût de 7 000 000 de dollars. Pour Tron, chaque rendu d'image nécessitait 18 Mo de mémoire. Pour chaque rendu d'image, ils ont donc du générer une seule ligne à la fois et ne pouvaient donc voir le résultat de leurs efforts que lorsque ces lignes de balayage étaient combinées au film. Une partie de l'activité de matte painting a été sous-traitée par la société Cuckoo's Nest Productions basée à Taipei, ce qui explique la présence de plusieurs noms en taïwanais dans le générique.
Pour le producteur Donald Kushner, la partie la plus difficile du film était de rendre le monde fantastique et le monde réel cohésifs l'un à l'autre. Il est rejoint par le cinéaste  Richard Taylor, pour qui, le plus difficile a été de regrouper les productions en prises de vue réelles et les effets générés par ordinateur. Le rendu lissé et artificiel obtenu avec les images de l'époque n'est pas un défaut, puisqu'il permet de donner un caractère artificiel au monde de l'ordinateur par rapport à la réalité. Ce rendu a par ailleurs été utilisé plus tard par John Carpenter en 1996 pour créer le sous-marin dans le film Los Angeles 2013, les trucages ayant été faits par Buena Vista Visual Effects, une branche de Disney.

## Exploitation

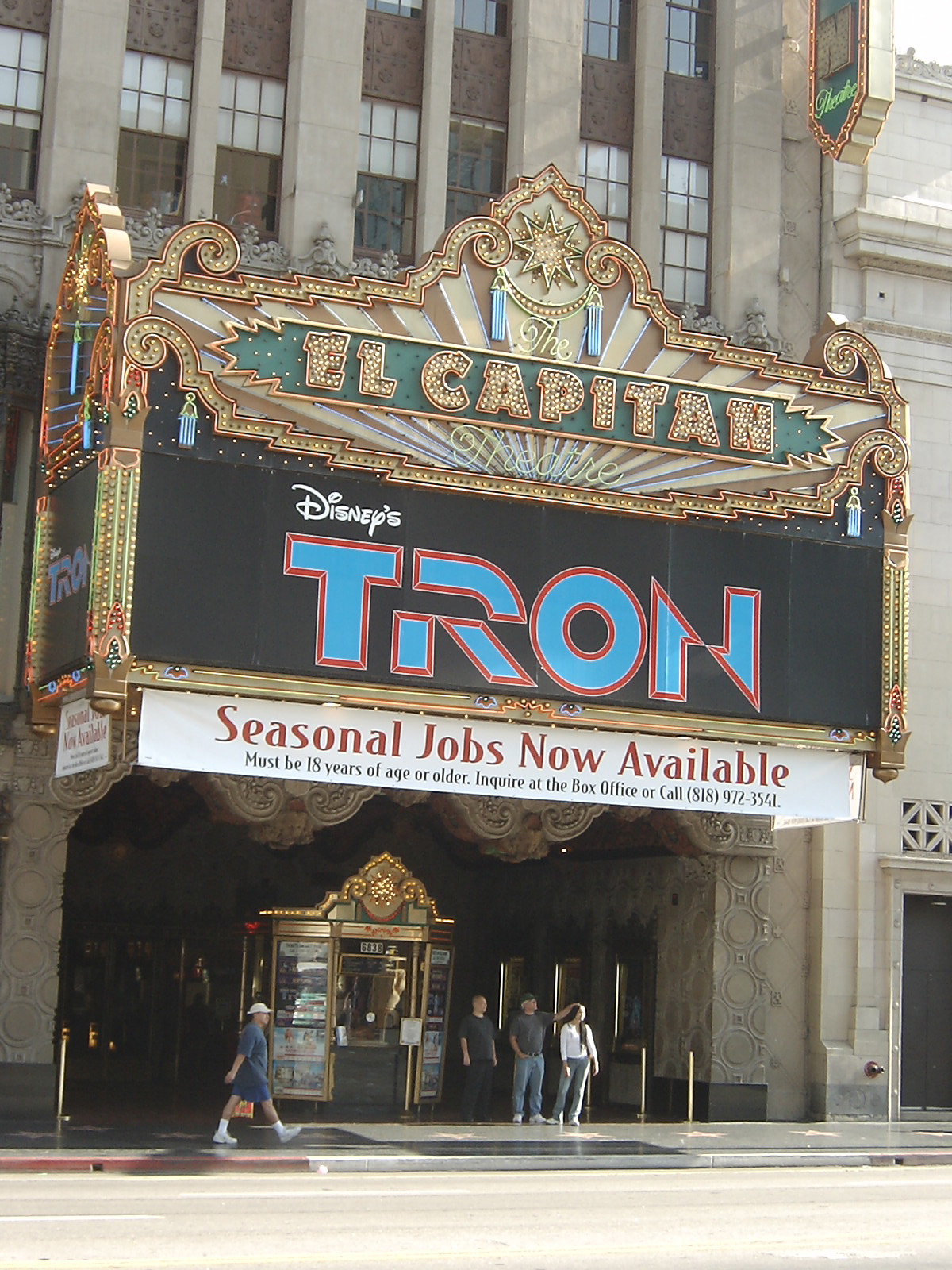
Façade du El Capitan Theatre avec l'affiche de Tron en 2005.

### Jeux vidéo

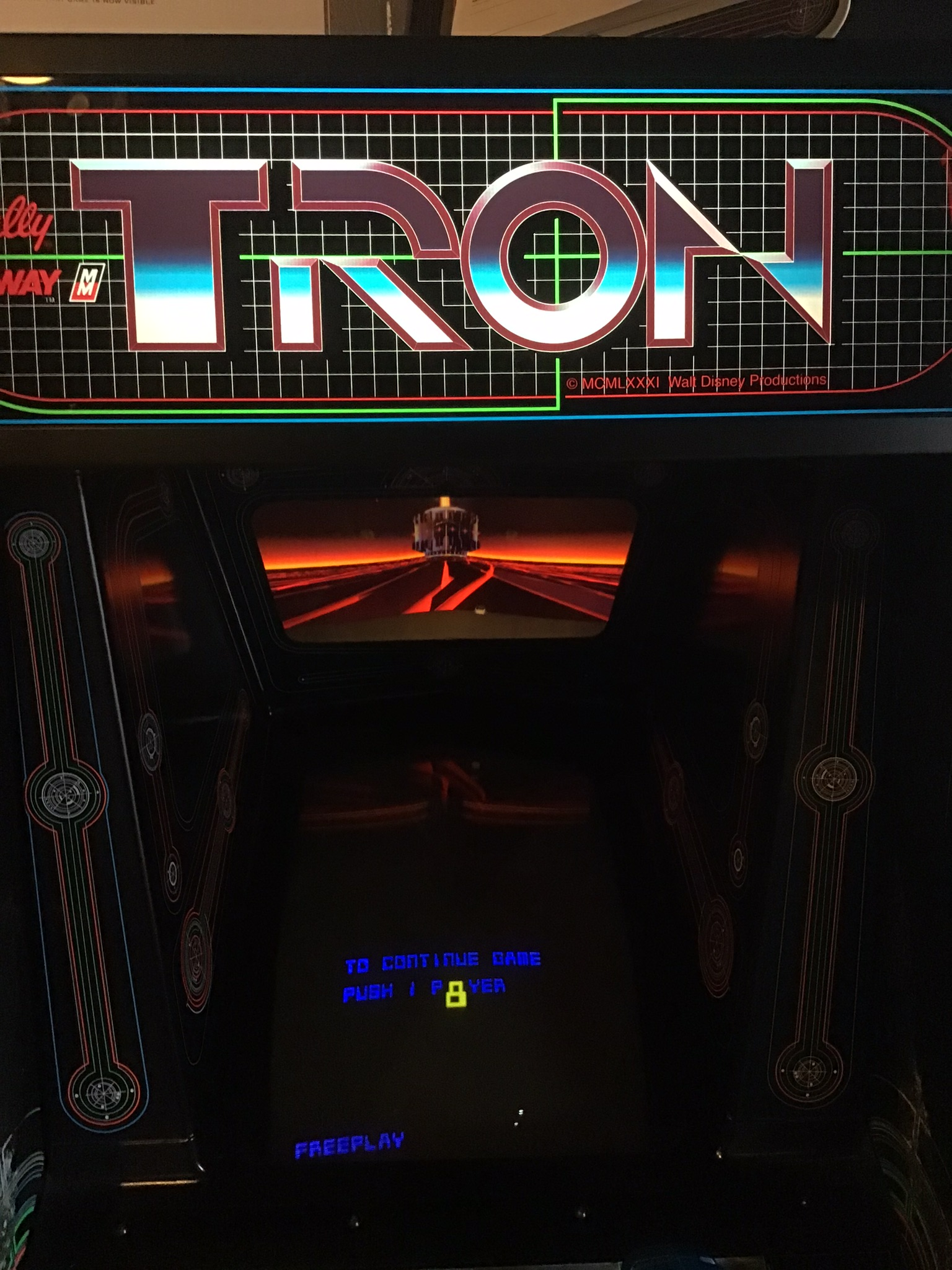
Borne d'arcade du jeu vidéo Tron.